# Jeffrey Shears Ashby
Jeffrey Shears Ashby (Dallas, Texas, 1954. június 16. –) amerikai haditengerészet pilóta, űrhajós.

## Életpálya
1976-ban az University of Idaho keretében gépészmérnöki oklevelet szerzett. 1986-ban TOPGUN kiképzésben részesült. 1986-ban tesztpilóta kiképzésben részesült, az F/A–18 különböző változatait, technikai eszközeit tesztelte. Az Operation Desert Stormban 33 harci bevetésen vett részt. Szolgált az Operation Southern Watch idején, majd Szomáliában helyezték. 1993-ban az University of Tennessee keretében, repülési rendszerekből vizsgázva megvédte diplomáját.  1994-ben az USS Abraham Lincoln (CVN–72) repülőgép-hordozó fedélzetén századparancsnok. Több mint 7000 órát töltött a levegőben, több mint 1000 alkalommal landolt repülőgép-hordozó fedélzetén.
1994. december 9-től a Lyndon B. Johnson Űrközpontban részesült űrhajóskiképzésben. Három űrszolgálata alatt összesen 27 napot, 16 órát és 19 percet (664 óra) töltött a világűrben. Amikor 2008 júniusában elköszönt az űrhajósoktól, a NASA Management tagja NASA/USAF összekötő. Az ATK Launch Systems Div. (Minneapolis)  üzletfejlesztési alelnöke.

## Űrrepülések
- STS–85, a Discovery űrrepülőgép 23.repülősének kijelölt pilótája, de családi okok miatt (felesége súlyos beteg volt) kérte szolgálatának elhalasztását.
- STS–93, a Columbia űrrepülőgép 26. repülésének pilótája. Fő feladata a Chandra űrtávcső (hivatalosan: Chandra X-Ray Observatory) pályába helyezése volt. Éjszakai leszállással tértek vissza kiinduló bázisukra. Elvégezték a meghatározott kutatási, kísérleti feladatokat. Első űrszolgálata alatt összesen 4 napot, 22 órát és 50 percet (119 óra) töltött a világűrben. 2 890 000 kilométert (1 800 000 mérföldet) repült, 80-szor kerülte meg a Földet.
- STS–100, a Endeavour űrrepülőgép 16. repülésének parancsnoka. 9. küldetés az ISS-re. A kísérleti és kutatási feladatokon túl sikeresen telepítették a Nemzetközi Űrállomásra (ISS) a Canadarm2 (SSRMS) robotkart. Második űrszolgálata alatt összesen 11 napot, 21 órát és 31 percet (285 óra) töltött a világűrben. 7 900 000 kilométert (4 900 000 mérföldet) repült, 186 kerülte meg a Földet.
- STS–112, a Atlantis űrrepülőgép 26. repülésének parancsnoka. A Nemzetközi Űrállomásra (ISS) szállították az S1 rácsszerkezeti egységet. Harmadik űrszolgálata alatt összesen 10 napot, 19 órát, 58 percet és 44 másodpercet (260 óra) töltött a világűrben. 7 200 000 kilométert (4 450 000 mérföldet) repült, 170 alkalommal kerülte meg a Földet.